# 三峡大坝即将溃坝论
三峡大坝即将溃坝论，是2019年以来，两岸三地舆论中存在的三峡大坝即将溃坝的观点。该观点有摧毁中国“精华区”长江中下游平原的含义，与“中国即将崩溃论”相类。
三峡大坝主体在2006年竣工，2012年正式全面建成投入使用，而三峡大坝即将溃坝之说的出现时间不详。自1980年代大坝预备开工建设以来，中国大陆学者和社会对三峡大坝溃坝假设多有争议。2019年6、7月，即长江汛期期间发生的三峡大坝变形争议中，開始有傳言明确提出三峡大坝即将溃坝。2020年的报道中，笼统的概括为即将溃坝之说在每年夏季长江汛期会“捲土重來”，中国大陆官方“年年闢謠仍無法遏止”。而戰爭因素導致壩體垮塌也是部分原因，1996年台海导弹危机后，击毁三峡大坝和上海一直是台湾官员、政客和民众对两岸军事冲突的“典型假想形態”。
2020年中国南方水灾期间，两岸三地的舆论中，“三峽大坝即将溃坝”论再起，引发担忧和一定程度的恐慌。三峡大坝管理方三峡集团相关人士则将变形论、即将溃坝论归为“危言耸听”、“别有用心”的“谣言”。中国大陆旅德学者王维洛则是大坝即将溃坝说的支持者。

## 2020年的舆论演进

### 6月

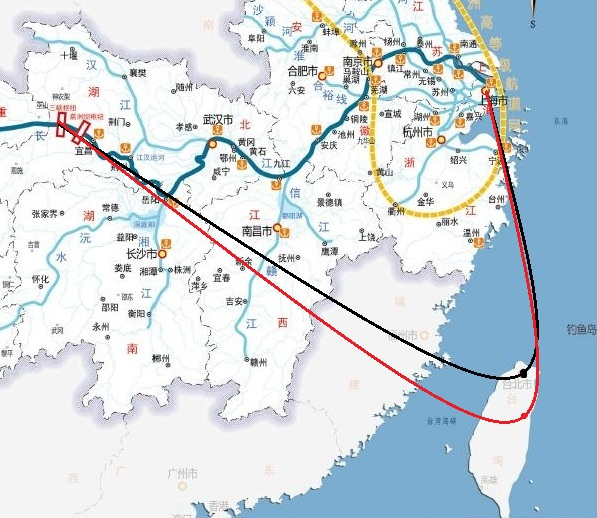
台军飞机、导弹从台北和花莲起飞，进攻上海、三峡大坝的示意图。毁灭上海和三峡大坝是台湾舆论认为的，反制中国大陆的手段。上海和三峡大坝之间的区域即是“三峡大坝即将溃坝论”中被毁灭的地区。

《中國時報》在6月15日報導旅德專家王維洛的意見指「潰壩的危險顯而易見」。《明报》报道指，21日开始，社交网络对南方暴雨、水灾现场视频的大规模传播，以及央视对三峡大坝水位超出防洪限制水位两米的报道和网传大坝移位的消息，引发网络舆论对三峡大坝即将溃坝的担忧。
6月22日，《中時電子報》相关文章指“微博日前瘋傳一篇分析潰壩具體傷亡的文章”，给出溃坝洪水“每秒100至237万立方米流量、每小时100公里流速”的假设数据。相信三峡大坝溃坝会引起中共政权垮台的《自由時報》评论员亦有引用这一数据。台湾媒体人黃世聰亦在同一日東森新聞台节目《關鍵時刻》中描述，中国大陆24省处于洪水之中，三峡大坝有溃坝风险，洪水一小时毁灭宜昌。随后毁灭武汉所在的江汉平原和安徽省，并在“一天之内”毁灭南京、淹没上海。随后，黃世聰的言论成为微博热议话题，微博网友在23日的评论则表达了对他观点的嘲讽。
6月30日，《旺报》社评指，2020年的即将溃坝论起于6月中旬“具有特定政治背景華文媒體的‘報導’”，引发台湾网络社群关注后进入“綠營主流媒體”（綠媒）视线，成为电视政论节目的话题。中国大陆官方媒体《环球时报》观点与《旺报》相近。
在三峡大坝溃坝假设中，确有洪水一小时毁灭宜昌的类似说法，而溃坝洪水为“每秒100至237万立方米流量、每小时100公里流速”、“一天之内”可“毁灭南京、淹没上海”说法中，前者被指来源于王维洛，后者来源不详。7月中旬，廖远文章指“每秒100万至237万立方米的流量”来自王维洛公开的、中国官方溃坝实验的模拟资料。廖远摘录的相关内容：“溃坝洪峰的最大流量将达到100—237万立方米/秒，下泄洪峰将以每小时100公里的速度到达葛洲坝水利枢纽，届时洪峰仍将达到31万立方米/秒，洪水损坏葛洲坝大坝后进入宜昌市区，洪水在宜昌城内的流速仍然有每小时65公里，溃坝4-5小时后，宜昌城的水位将高达海拔64—71米。根据模拟资料，溃坝时的洪峰是1954年洪水洪峰的37倍……”
“每秒100万至237万立方米”流量之说亦高于推算的长江历史最大洪水的最高峰——1870年长江洪水，宜昌站流量10.5万立方米每秒，以及三峡大坝最严重溃坝假设中，推测流量20万至30万立方米每秒。

### 7月
进入7月后，除了中国大陆方面的否认外，台湾水利专家、前内政部部长李鸿源亦在7月6日彭啓明主持的Yahoo! TV節目《彭博士觀風向》中否认三峡大坝即将溃坝的观点。7月16日，台湾籍艺人黄安在微博发文，斥责台湾、印度媒体。指此类媒体“是从仇恨出发，就关心三峡大坝啥时候会溃堤、大水会淹死多少人、到时候印度就越界啦、台湾就独立啦！”、“台湾绿媒干脆总结，大坝溃坝不是天灾，而是人祸！这些鬼话不断的给湾湾人民洗脑，催眠假台独们，而且是每一天，每个电视节目。[……]台湾只剩下政治，政治只剩下反中。”
7月21日，《环球时报》所属环球网的报道引用数位台湾水利学者的观点，指三峡大坝即将溃坝根本就是谣言，“大坝‘超级安全’，完全没有溃坝的问题。”同一日的《环球时报》报道中，记者采访三峡集团流域枢纽管理中心相关负责人，对诸多热点问题进行回应。该负责人称“制造三峡大坝“‘变形’，有‘溃坝风险’等谣言，是危言耸听。任何没有科学缜密监测数据的猜测都是不科学、不负责任的、外行的，甚至是别有用心的。”但此后，台湾媒体对三峡即将溃坝的相关报道仍在继续。到8月初，甚至有三峽大壩洩洪後排放的大量洪水，從長江口入海後，導致濟州島附近的海水變淡的言論。

### 根源
港台评论者提及三峡大坝即将溃坝论产生的原因，可归为几类一、包括台湾在内，中国大陆境外的反共、反中的政治氛围；二、三峽工程本來就極具爭議；三、中国大陆政府公信力缺失；四、中國幅員廣闊，天災年年有，但自2019年以来，非洲豬瘟、貪夜蛾、蝗蟲、鼠疫、新冠肺炎等灾情繁发并被广泛报道的背景，「天降異象」綽頭大行其道。
有台湾评论者指，台湾媒体“自三峡大坝完工以来，认为坝体有瑕疵、早晚溃堤的预测便此起彼落”。与台湾艺人黄安观点类似，该作者认为，这种“预测”偏好与台湾反共的政治传统相关。而溃坝后洪水淹没大坝以下至长江下游最末端上海在内的所有沿江城市的推测，则是长江中下游为中国“精华区”的缘故。长江中下游的长江中游城市群、长江下游城市群本是中国人口最为稠密、经济最为富庶的地区之一。地处长江口的上海亦是中国经济中心。1996年台海导弹危机后，通过导弹攻击等方式毁灭上海和三峡大坝一直是台湾官员、舆论认为的反制中国大陆的有效手段。
香港01趙觀祺的文章指“真心相信三峽潰堤的應該沒幾個人”，防火長城外的傳謠者大多是幸災樂禍；而溃坝论“能夠‘永續’翻炒”，确与中国大陆政府公信力缺失相关。《明报》6月下旬的报道中，香港中文大學地理教授陳永勤形容中国大陆相关工作为“大事清楚，小事糊塗”，而在“這種（防洪）大事”上选择相信中国大陆官方。香港中文大學地理副教授伍世良则指中国大陆官方信息不公开，无法辨别真伪，“‘所以今次洪水氾濫和對大壩的威脅有多嚴重，我答不到’。至於大壩會否潰塌？‘世上所有東西都會倒塌的，只是視乎時間。’[……]如果某項大型工程無法支撐150年，會被視為失敗。”
雲林科技大學副教授潘華生的文章諷刺，在台灣，只要幾張圖片，配合媒體人的想像，「於是三峽大壩每年都會定期崩塌幾次，中國也每年都會崩潰幾次」，支撐著不少台灣人的精神優越感。

## 备注
1. 1 2  2020年7月21日《环球时报》的报道[7]中，未提及“三峡集团流域枢纽管理中心相关负责人”的姓名。
2. ↑  37倍之说有误。“每秒237万立方米”不是1954年洪水最大洪峰——武汉关每秒7.61万立方米的37倍，应是31倍。可能是1998年长江洪灾纪录的最高峰——98长江六号洪峰，宜昌站每秒6.36万立方米的37倍。
3. ↑  印度越界当指2020年6月的中印边境冲突事件。